# Cambridgeshire
Cambridgeshire – hrabstwo administracyjne (niemetropolitalne), ceremonialne i historyczne we wschodniej Anglii, w regionie East of England, położone na zachodnim skraju Anglii Wschodniej.
Hrabstwo administracyjne zajmuje powierzchnię 3046 km², a zamieszkane jest przez 621 200 mieszkańców (2011). Hrabstwo administracyjne, obejmujące dodatkowo jednostkę administracyjną unitary authority Peterborough, liczy 3389 km² powierzchni i  804 800 mieszkańców (2011). Ośrodkiem administracyjnym i największym miastem hrabstwa administracyjnego jest Cambridge, natomiast największym miastem hrabstwa ceremonialnego jest Peterborough. Trzy miasta posiadają status city – Cambridge, Peterborough oraz Ely. Innymi większymi miastami na terenie hrabstwa są Wisbech, St Neots, Huntingdon, March oraz St Ives.
Północną część hrabstwa zajmuje rozległa, częściowo depresyjna nizina The Fens, dawniej pokryta mokradłami, a obecnie osuszona. Na jej terenie znajduje się kilka niskich wzniesień, m.in. Isle of Ely. Główne rzeki przepływające przez hrabstwo to Great Ouse i Nene. Hrabstwo ma w przeważającej części charakter wiejski, a istotną rolę w jego gospodarce odgrywa rolnictwo.
Na północy Cambridgeshire graniczy z hrabstwem Lincolnshire, na północnym wschodzie z Norfolk, na wschodzie z Suffolk, na południowym wschodzie z Essex, na południowym zachodzie z Hertfordshire, na zachodzie z Bedfordshire, a na północnym zachodzie z Northamptonshire.

## Podział administracyjny
W skład hrabstwa wchodzi pięć dystryktów. Jako hrabstwo ceremonialne Cambridgeshire obejmuje dodatkowo jedną jednostkę administracyjną typu unitary authority.
1. Cambridge
2. South Cambridgeshire
3. Huntingdonshire
4. Fenland
5. East Cambridgeshire
6. Peterborough (unitary authority)